# إس بي إن: هيرمانسون ضد فيتوري
إس بي إن: هيرمانسون ضد فيتوري (بالإنجليزية: UFC on ESPN: Hermansson vs. Vettori)‏ هو حدث لفنون القتال المختلطة نظمته يو إف سي، أُقيم في 5 ديسمبر 2020، على يو إف سي أبيكس في إنتربرايز، نيفادا، وهي جزء من منطقة لاس فيغاس الحضرية، الولايات المتحدة.